# Брісеїда
Брісеїда (грец. Βρισηίδα) — дочка Аполлонового жерця Бріса (Брісея), яка під час здобуття Трої стала бранкою Ахіллеса. Пізніше Агамемнон, що змушений був відмовитися від своєї бранки Хрісеїди, відібрав Брісеїду в Ахіллеса. Це призвело до розбрату між грецькими вождями і до гніву Ахіллеса, який «лиха багато ахеям накоїв». Після примирення Агамемнона й Ахіллеса Брісеїда була повернена останньому. Сюжет цього міфу знайшов відбиття в античному мистецтві. 